# Die Erfindung der Einsamkeit
Die Erfindung der Einsamkeit (engl.: The Invention of Solitude) ist ein teils autobiographischer, teils stärker essayistischer Prosaband des amerikanischen Autors Paul Auster, der 1982 veröffentlicht wurde.

## Entstehungskontext
Im Januar 1979 stirbt unerwartet Paul Austers Vater. Für Auster ist es eine von Krisen bestimmte Phase seines Lebens. Finanzielle Schwierigkeiten belasten ihn, die Ehe mit Lydia Davis steht kurz vor der Trennung, der gemeinsame zweijährige Sohn Daniel erleidet eine schwere Lungenerkrankung.

## Inhalt
Das Buch ist in zwei Teile aufgebaut, die einander bedingen und ergänzen.
Der erste Teil des Buches, Porträt eines Unsichtbaren, entsteht 1979 als unmittelbare Reaktion auf den Tod des Vaters, als Versuch der Aufarbeitung von Familiengeschichte und Verortung der eigenen Position im Leben des Vaters. 
"Er war im tiefsten, im unabänderlichsten Sinn ein Unsichtbarer. Unsichtbar für andere, und höchstwahrscheinlich auch unsichtbar für sich selbst. Als er noch lebte, habe ich ihn ständig gesucht, habe mich ständig bemüht, den abwesenden Vater zu finden, und jetzt, da er tot ist, glaube ich noch immer nach ihm suchen zu müssen."
Auster beschreibt die Annäherung und Indiziensuche im Elternhaus, in dem der Vater nach der Scheidung über fünfzehn Jahre lang allein gelebt hat. Die Ehe, generell der Umgang mit Frau und Kindern ist von Distanz und Unnahbarkeit geprägt. Samuel Auster ist ein verheirateter Junggeselle, ein Schweigender, der immer abwesend wirkt und kurz vor dem Aufbruch. (Die Figur des distanzierten Vaters wird immer wieder in Austers Werk auftauchen.) Seine Eltern sind Abkömmlinge galizischer Juden, die aus Europa immigrierten. Mit der Untersuchung der Hinterlassenschaft entfaltet sich schließlich ein Großteil Familiengeschichte. 
Der Zufall spielt, wie häufig bei Auster, auch hier eine Rolle, und es offenbart sich, dass Austers Großmutter in den 1920er Jahren ihren eigenen Mann in einem Eifersuchtsdrama erschossen hat. Die Frau wird nicht verurteilt, hält ihre Familie zusammen, die Söhne rücken zusammen und gründen in späteren Jahren ein gemeinsames Immobiliengeschäft. Zu ihrer besten Zeit besitzen die Brüder Auster über 100 Mietshäuser. Hier offenbart sich auch der unbekannte Vater, der Mietzinsen nachlässt, oder den Kindern armer Mieter abgelegte Kleider seines Sohnes schenkt. Am Ende sind nur wenige Häuser übrig, dennoch kann sich Paul Auster mit dem Erbe für einige Zeit seine schriftstellerische Tätigkeit absichern.
Der zweite Teil des Buches, Das Buch der Erinnerung, wird erst 1982 beendet und ist essayistischer angelegt. Auster wechselt vom Ich-Erzähler in die dritte Person und kontrapunktiert die gradlinig aufgebaute Erzählung des ersten Teils. Der Text wird fragmentarischer, durchzogen von Erinnerungsstücken, Gedichten und Zitaten (Flaubert, Freud, Collodi, Tolstoi, Dostojewski etc.), in vielen Passagen spricht der belesene Kritiker durch den Dichter. Auster reflektiert über den Tod und die Dinge des (Familien-)Lebens und versucht die eigene Biografie ins Allgemeingültige zu erhöhen. Es handelt sich zugleich aber auch um eine Reflexion über das Schreiben.

## Einordnung ins Gesamtwerk
Die Erfindung der Einsamkeit markiert den Übergang Paul Austers vom Lyriker, Übersetzer und Kritiker zum Prosadichter. Es handelt sich um die erste seiner autobiografischen Arbeiten.
Im zweiten Teil des Buches deutet sich bereits die postmoderne Brechung späterer Romane an. Somit bildet Die Erfindung der Einsamkeit ein wichtiges Element im Gesamtwerk des Autors, nicht zuletzt als direkter Vorläufer zu seiner bekannten New-York-Trilogie.

## Ausgaben
- The Invention of Solitude Sun Press, New York 1982, ISBN 0-915342-37-5
  - Übersetzung: Die Erfindung der Einsamkeit. Dt. von Werner Schmitz. Rowohlt, Reinbek 1993, ISBN 3-498-00033-0